# On connaît la chanson
On connaît la chanson är en fransk-brittisk-schweizisk romantisk komedi från 1997 i regi av Alain Resnais.

## Utmärkelser
Filmen vann Louis Delluc-priset 1997 och Césarpriset för bästa film året därpå.

## Roller (urval)
- Pierre Arditi – Claude Lalande
- Sabine Azéma – Odile Lalande
- Jean-Pierre Bacri – Nicolas
- André Dussollier – Simon
- Agnès Jaoui – Camille Lalande
- Lambert Wilson – Marc Duveyrier
- Jane Birkin – Jane
- Jean-Paul Roussillon – Claude svärfar
- Jean-Pierre Darroussin – mannen med checken
- Jacques Mauclari – doktorn
- Frédérique Cantrel – gäst
- Claire Nadeau – gäst